# Dorna (embarcação)

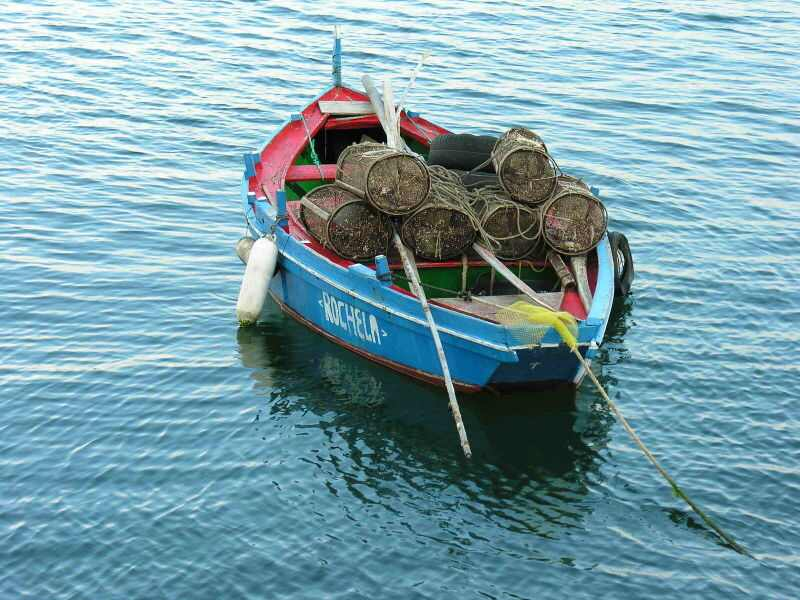
Dorna portando apetrechos de pesca.

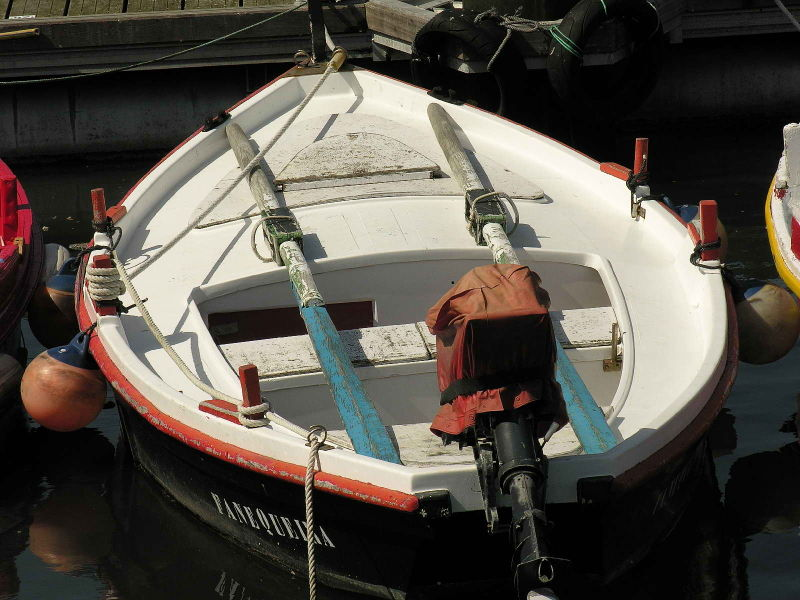
Dorna atracada no cais.

As Dornas são uma das embarcações mais antigas da Europa que chegaram aos dias atuais com menos alterações. A forma actual já é referenciada no século XIII.
Usadas em todas as Rias Baixas, Galiza, passam a ser conhecidas pelos seus portos de origem, que lhe introduzem pequenas alterações (Mecas de O Grove, com a proa mais lançada, Beluso de Bueu, com paneiros para fechar o poço, etc).
As Dornas dedicam-se sobretudo à pesca, e a faina a que se destinam reflecte-se no tamanho: as das pesca ao polvo, as mais pequenas, de 7 ou 8 quartas, as do marisco, de 8 ou 9 quartas, etc.
Com a motorização, estas embarcações foram perdendo terreno. Primeiro as maiores (“xeiteiras”), que se reconverteram nos anos cinquenta, mas a “machadada” maior chegou nos anos 70 com a introdução de embarcações de fibra de vidro, construídas em série e com menor manutenção.
Nos anos 80, quando a maioria das dornas já havia desaparecido, várias colectividades ribeirinhas dedicaram-se à sua recuperação, utilizando-as como embarcações de recreio, regateando entre si. Actualmente existem cerca de 100 dornas dos vários tipos.

## Procedência
Segundo estudos, realizado entre outros pelo sueco Staffan Morling sobre as dornas do mar de Ons e também pelo galego Xaquín Lorenzo na ria de Arousa, este tipo de embarcação pode ter procedência viquingue devido às semelhanças, em menor escala, com os Navios dragão. De acordo com esta teoria, a dorna adquiriu estes aspectos viquingues devido às frequentes invasões destes povos que pretendiam atacar Santiago de Compostela durante a Alta Idade Média.

## Características estruturais
A dorna é uma embarcação totalmente fabricada de madeira, com as tábuas justapostas montadas umas sobre as outras, reduzindo o risco de vias d'água e simplificando sua construção. Isto lhe confere maior estabilidade a custa de uma perda de hidrodinâmica. As bordas saem da cobertura formando apoios para os remos em alguns casos - três apoios para dois remos, um à popa e dois na linha média, para o avanço normal a remo, e dois de menor tamanho à proa usados com remos pequenos para a pesca com espelho - e em outros casos como pontos que servem de guia para a disposição das linhas. Leva um timão de grande tamanho que funciona como uma bolina, estendida por debaixo da quilha, governado por uma alavanca de madeira de uma só peça. Com o advento do motor de combustão, a dorna sofreu uma remodelagem, introduzindo-lhe umas peças de madeira que permitem a aclopagem de um pequeno motor.